# Johann Kerer
Johann Kerer (* 2. Oktober 1808 in Bruneck; † 9. August 1867 in Obernberg am Brenner) war ein österreichischer Rechtswissenschaftler und Politiker.

## Leben
Kerer studierte bis 1835 Rechtswissenschaften an der Universität Innsbruck und wurde dort 1835 zum Dr. jur. promoviert. Er war zunächst Aushilfsreferent bei der Kammerprokuratur in Innsbruck, 1846 Supplent an der Lehrkanzel für Politische Wissenschaften und österreichische politische Gesetzeskunde sowie von 1847 bis zu seinem Tod ordentlicher Professor für diese Fächer in Innsbruck. 1849/50 und 1860/61 war er Rektor sowie 1851/52 und 1859/60 Dekan.
Nach der Märzrevolution war er ab Mai 1848 gemeinsam mit P. Albert Jäger Herausgeber der wöchentlich erscheinenden Zeitung „Volksblatt für Tirol und Vorarlberg“ als Organ des Katholischen konstitutionellen Vereins für Tirol und Vorarlberg.
Er war vom 18. Mai 1848 bis 16. April 1849 für den Wahlkreis Oberinntal, Tirol und Vorarlberg Mitglied der Frankfurter Nationalversammlung für Tirol und Vorarlberg in Silz in der Fraktion Pariser Hof. Danach nahm er am Rumpfparlament in Stuttgart teil.
1861 bis 1863 wurde Kerer vom Tiroler Landtag in den Reichsrat entsandt, 1865 bis 1867 in den Tiroler Landtag gewählt.
Die Johann-Kerer-Straße in Bruneck ist nach ihm benannt.

## Quelle
- Gegenstände der öffentlichen Vertheidigung aus allen Theilen der Rechts- und politischen Wissenschaften, welcher sich nach bestandenen strengen Prüfungen zur Erlangung der juridischen Doctors-Würde an der k. k. Leopold-Franzens-Universität zu Innsbruck am 10. Dezember 1835 um 9 Uhr Vormittags unterziehen wird Johann Kerer aus Bruneck, Concepts-Praktikant bei der k. k. Kammerprokuratur zu Innsbruck. Innsbruck 1835.